# Jewels (MMA)
Pour les articles homonymes, voir Jewels.
Jewels, (souvent stylisé JEWELS, en lettres majuscules), aussi connue comme Deep Jewels depuis 2013, est une organisation japonaise destinée à la promotion et l’organisation d’évènements d’arts martiaux mixtes (MMA) féminins. Fondée en 2008, il s’agit de l’héritier direct de Smackgirl.

## Histoire
En octobre 2008, alors que Smackgirl fait face à de graves difficultés financières dues à des défections de sponsors et d’accords de diffusion télévisuelle, la société est acquise par Marvelous Japan Co. La réputation de Smackgirl ayant été ternie par certains problèmes rencontrés, ses nouveaux propriétaires décident de la rebaptiser « Jewels » afin de marquer un nouveau départ,,,. Avec ces changements, les manifestations de Jewels rencontrent immédiatement un succès notablement supérieur et sont saluées pour leur qualité.
Le 9 juin 2012, un partenariat stratégique avec la société américaine Invicta Fighting Championships est annoncé, afin d’assurer une promotion croisée de leurs meilleures pratiquantes au Japon et aux États-Unis.
Le 25 mai 2013, Jewels annonce qu’elle mettra fin à ses opérations en tant qu’entreprise séparée, avec le retrait de son ancien directeur Yuichi Ozono, cédant sa place à Shigeru Saeki de Deep. Les avoirs et combattantes de Jewels passent alors à la nouvelle marque Deep Jewels,
.